# Donna Cuomo
Donna Fournier Cuomo (Lawrence, 19 de marzo de 1947) es una política estadounidense que representó al distrito 14 de Essex en la Cámara de Representantes de Massachusetts desde 1993 hasta 1999. Posteriormente fue directora adjunta del departamento de la división de programas de seguridad pública.
Cuomo se presentó para ser teniente de gobernador del partido republicano en 2002. Anunció su candidatura el 2 de abril de 2002 y se retiró de la carrera a teniente del partido republicano al día siguiente.

## Vida personal
Cuomo es la hermana de Joseph Fournier, que fue asesinado por Willie Horton y otros dos hombres en 1974.  Apareció en un anunció de campaña en contra de Michael Dukakis en las elecciones presidenciales de Estados Unidos de 1988.
Cuomo escapó del World Trade Center durante los atentados del 11 de septiembre de 2001.